# Rybníček (Havlíčkův Brod-i járás)
Rybníček település Csehországban, a Havlíčkův Brod-i járásban. Rybníček Vilémov, Vepříkov, Leškovice és Habry településekkel határos. Lakosainak száma 74 fő (2024. január 1.).

## Népesség
A település lakosságának változását az alábbi diagram mutatja:
| Lakosok száma | 233  | 185  | 212  | 126  | 114  | 68   | 60   | 63   | 68   | 74   |
|               | 1869 | 1890 | 1921 | 1950 | 1980 | 2001 | 2017 | 2019 | 2022 | 2024 |